# Тосбулак
Тосбула́к (каз. Төсбұлақ) — село у складі Шалкарського району Актюбінської області Казахстану. Входить до складу Тогизького сільського округу.
У радянські часи село називалось Тосьбулак.
Населення — 68 осіб (2021; 107 у 2009, 125 у 1999, 178 у 1989).